# Lycodon carinatus
Espèce
Synonymes
- Hurria carinata Kuhl, 1820
- Cercaspis carinata (Kuhl, 1820)
- Cercaspis carinatus (Kuhl, 1820)

Lycodon carinatus est une espèce de serpents de la famille des Colubridae.

## Répartition
Cette espèce est endémique du Sri Lanka.

## Taxinomie
Cette espèce a été placée dans le genre monotypique Cercaspis, celui-ci a été placé en synonymie avec Lycodon.

## Publication originale
- Kuhl, 1820 : Beiträge zur Zoologie und vergleichenden Anatomie, p. 1-152 (texte intégral).